# 山代東分中継局
山代東分テレビ中継局（やましろひがしぶんテレビちゅうけいきょく）は、佐賀県伊万里市に置かれていたテレビ中継局である。

## 概要
- 1981年（昭和56年）5月21日に開局し、2011年（平成23年）7月24日で廃局となった。
- 当中継局は、市西部に位置しており、伊万里市西部の一部へ電波を発射していた。

## 置局住所
- 伊万里市山代町大字東分字柿ノ田6665-2

## 送信施設概要

### デジタルテレビ
| リモコンキーID | 放送局名 | 呼出符号 | 物理チャンネル | 空中線電力 | ERP | 放送対象地域 | 放送区域内世帯数 | 本放送開始日 |
| 非該当         |          |          |                |            |     |              |                  |              |

### アナログテレビ
| チャンネル | 放送局名          | 空中線電力           | ERP                  | 放送対象地域 | 放送区域内世帯数 |
| ---------- | ----------------- | -------------------- | -------------------- | ------------ | ---------------- |
| 34         | stsサガテレビ     | 映像100mW/ 音声250mW | 映像930mW/ 音声230mW | 佐賀県       | -                |
| 39         | NHK佐賀総合テレビ | 映像100mW/ 音声250mW | 映像930mW/ 音声230mW | 佐賀県       | -                |
| 61         | NHK佐賀教育テレビ | 映像100mW/ 音声250mW | 映像950mW/ 音声240mW | 全国放送     | -                |

- 垂直偏波送信